# Palacio Municipal de Toluca
El Palacio Municipal de Toluca es el edificio donde se localizan las oficinas de la Presidencia Municipal de dicho municipio, cuya cabecera municipal es Toluca de Lerdo y es capital del Estado de México.
El edificio está compuesto de 2 plantas, con un pórtico de tres arcos con el que se accede vestíbulo y este último da acceso al patio central.
Al norte del palacio se encuentran la Plaza de los Mártires y el Palacio Legislativo del Estado de México; al poniente se encuentra la Catedral metropolitana de Toluca; al oriente se encuentra el Templo de la Santa Veracruz; y al sur se encuentran la Plaza Fray Andrés de Castro y los Portales de Toluca.

## Historia

### Antiguo Palacio Municipal

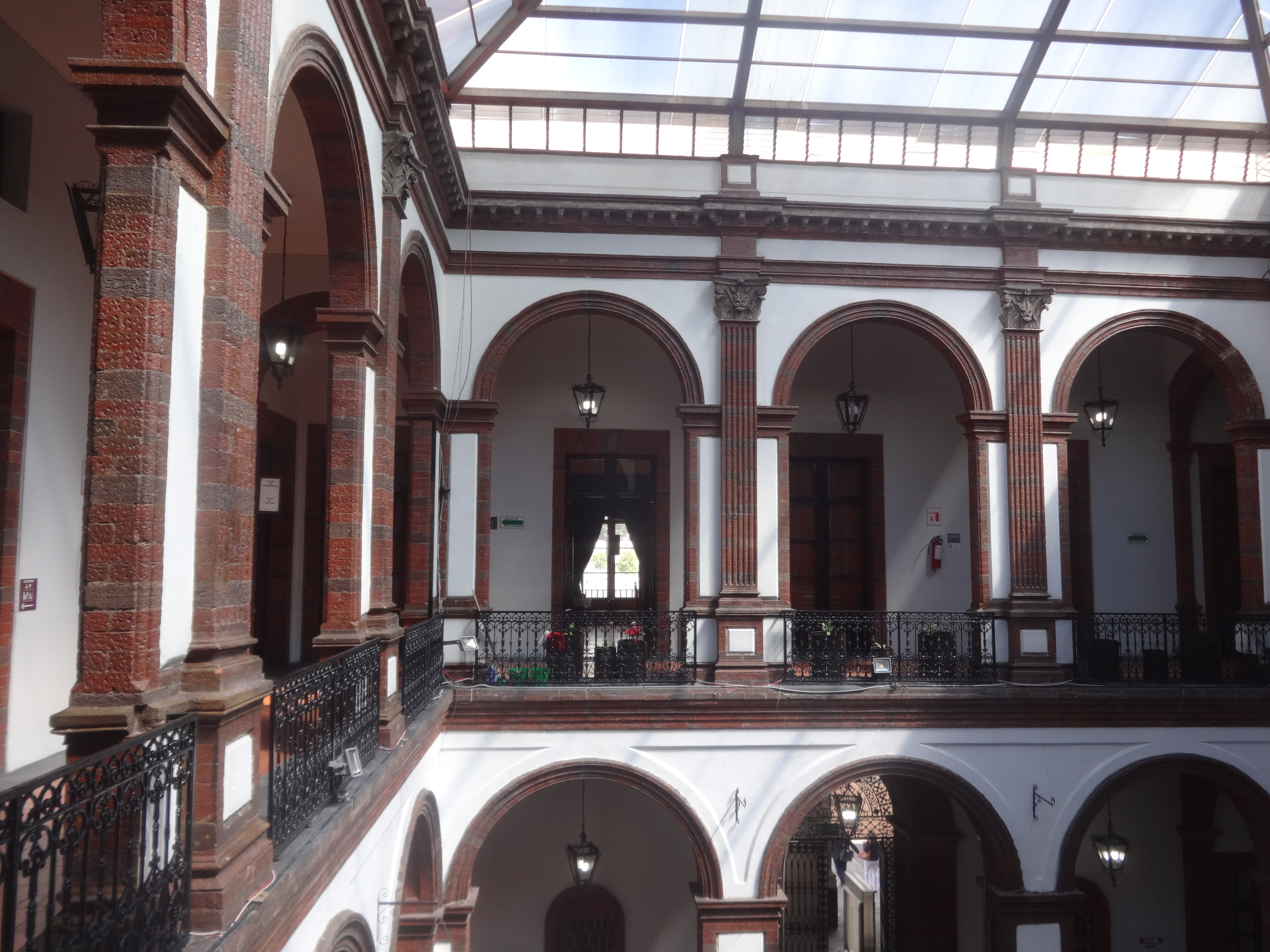
Patio interior del palacio.

El edificio se construyó sobre los terrenos que ocupó el cementerio de españoles del Convento franciscano de Nuestra Señora de la Asunción que fue demolido en 1867. La construcción del palacio fue aprobada por el presidente municipal Jesús Fuentes y Muñiz el 11 de julio de 1872 y la construcción comenzó el 15 de julio del mismo año. El arquitecto Ramón Rodríguez Arangoiti fue el encargado de la construcción del palacio, la cual se terminó en 1883, meses después de la muerte del arquitecto Rodríguez Arangoiti.

### Nuevo Palacio Municipal
La remodelación del palacio municipal fue ordenada en 1967 por el gobernador Juan Fernández Albarrán como parte de la remodelación del centro histórico de Toluca de Lerdo, siendo el arquitecto toluqueño Víctor Manuel Villegas el encargado de la remodelación del edificio. Con la remodelación se buscó que todos los edificios en el primer cuadro de la ciudad de Toluca tuviesen el estilo arquitectónico neoclásico, con fachadas de tezontle negro y cantera.

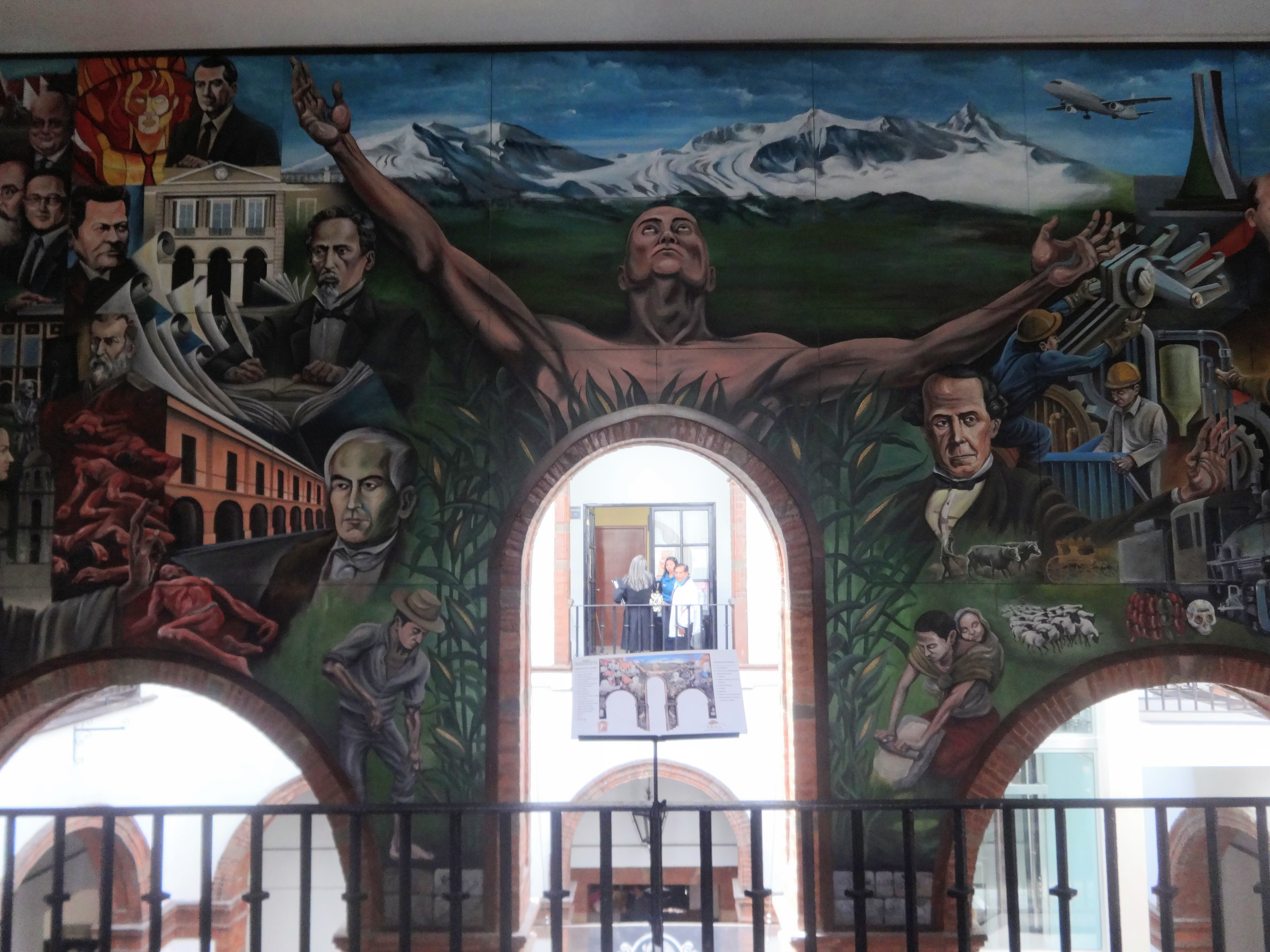
Mural en la escalinata al interior del palacio.

En 1972 se amplió el palacio municipal demoliendo los edificios aledaños, siendo estos el Museo del Estado de México y la biblioteca pública del estado. Con la ampliación, el edificio pasó de tener 400 a 1800 metros cuadrados de construcción.
El edificio posee dos recintos solemnes: el Salón de Presidentes y el de Cabildos, este último decorado con un estilo de fines del siglo XIX y luce en sus muros retratos de personajes de la historia nacional y local. En 2010, con motivo de los festejos del Bicentenario de la Independencia de México, en la escalinata interior del inmueble fueron plasmados murales que representan etapas de la historia mexicana.

## Galería

El Palacio Municipal y la Catedral metropolitana de Toluca, septiembre de 2019.
Escalinata al interior del Palacio Municipal, enero de 2014.
Fachada sur del Palacio Municipal, enero de 2014.
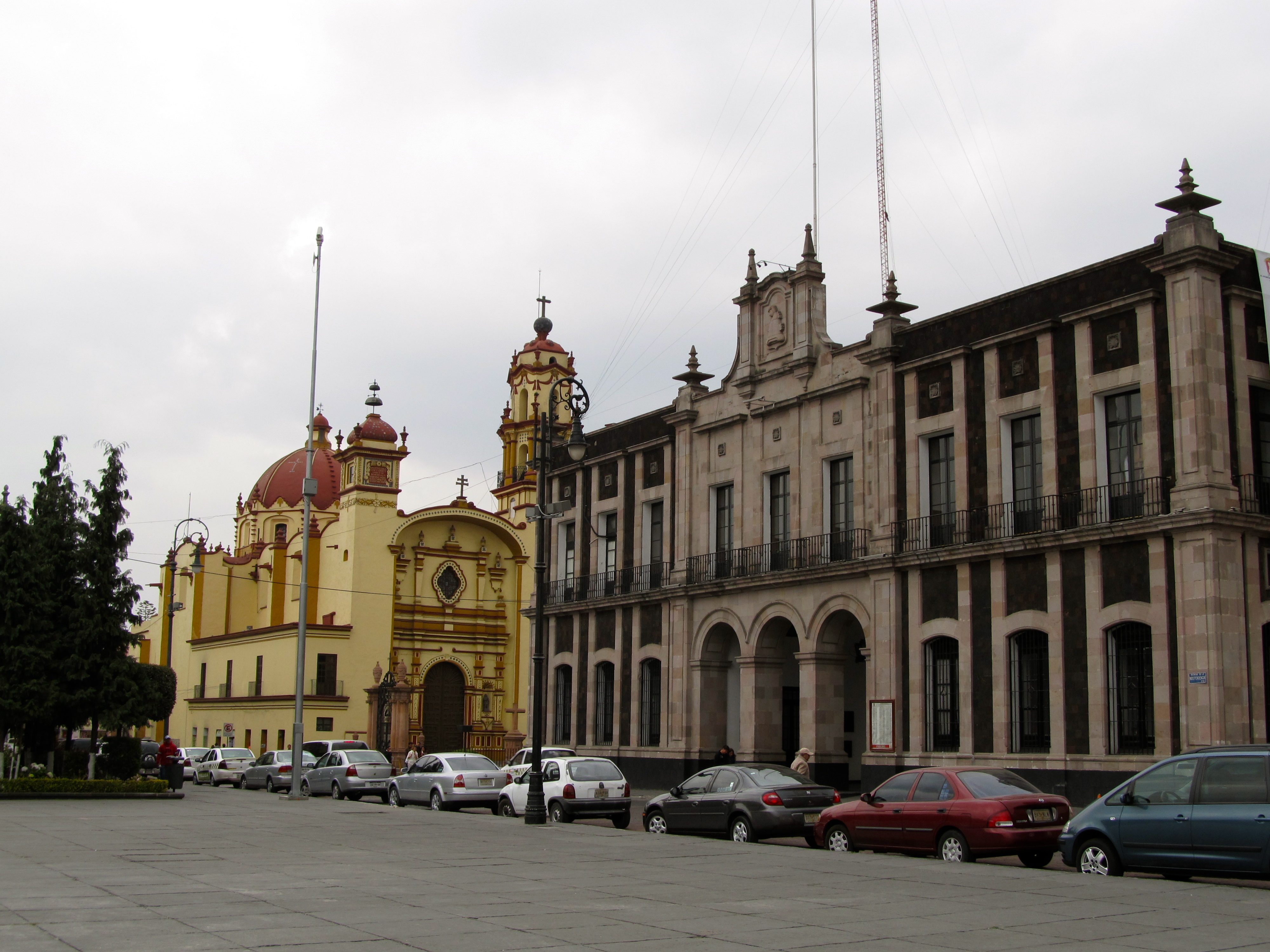
El Palacio Municipal y el Templo de la Santa Veracruz, enero de 2012.
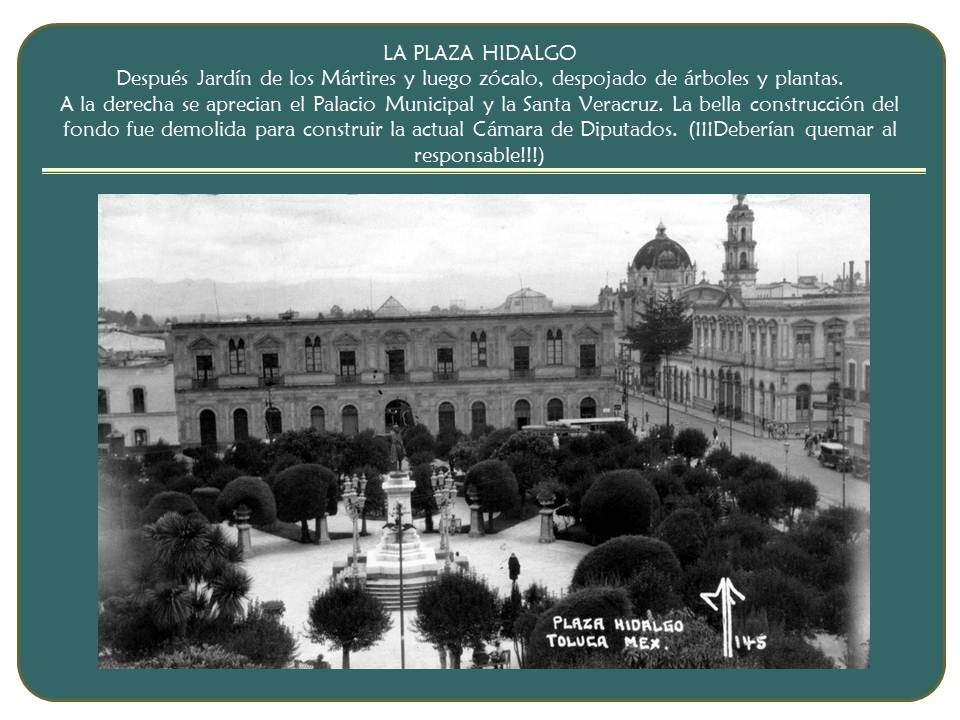
El antiguo Jardín de los Mártires y el Antiguo Palacio Municipal en el extremo derecho de la foto.